# Anthony Caro
Pour les articles homonymes, voir Caro.
Anthony Caro, né le 8 mars 1924 à New Malden dans le Grand Londres et mort le 23 octobre 2013, est un sculpteur britannique abstrait dont le travail se caractérise dès 1963 par l'assemblage d'éléments métalliques peints de couleurs vives. Ses sculptures de grand format constituent un tournant dans l'histoire de l'art tridimensionnel.

## Biographie
Anthony Caro découvre le modernisme en travaillant avec Henry Moore, dont il est l'assistant de 1951 à 1953. Il rencontre Clement Greenberg, Kenneth Noland et le sculpteur David Smith au début des années 1960, lors d'un voyage aux États-Unis. Inspiré par leur approche, il abandonne le travail figuratif pour s'orienter vers des sculptures faites de soudures ou d'assemblages de préfabriqués métalliques (en acier, en fer ou en alliage), telles que des poutres et des pièces de diverses formes. Souvent, le produit fini est peint.
Il enseigne à la St Martin’s School of Art entre 1953 et 1981. Son approche questionnante[Quoi ?] ouvre de nouvelles possibilités, à la fois sur le plan formel et en ce qui concerne la question du sujet.
Depuis 2005, il est représenté par la Galerie Templon à Paris et Bruxelles.
Il meurt le 23 octobre 2013.

## Expositions
2022
- Anthony Caro, More real more felt [plus réelle et plus ressentie], Galerie Templon, Paris, France[2]

2019
- Anthony Caro: Iron in the Soul, Norwich University of the Arts, Norwich, Royaume-Uni
- Ausgang offen: Neues aus der Sammlung, Kunsthalle Weishaupt, Ulm, Allemagne
- Negativer Raum, ZKM, Karlsruhe, Allemagne
- Anthony Caro - Seven Decades, Annely Juda Fine Art, Londres, Royaume-Uni

2017
- Caro at Van Buuren Museum, Bruxelles, Belgique
- Table Pieces and Last Sculptures, Galerie Templon, Bruxelles, Belgique
- Anthony Caro: Paper Like Steel, New Art Centre, Roche Court, Royaume-Uni

2016
- New Music in New Casks, CVNE, Haro, Espagne

2015
- Caro in Yorkshire, Yorkshire Sculpture Park Center, Yorkshire, Royaume-Uni
- Solo exhibition of early works, Gagosian Gallery, Los Angeles, États-Unis

2014
- Anthony Caro : Masterpieces from the Würth Collection, Musée Würth, Erstein, France
- Last Works, galerie Daniel Templon, Paris, France

2013
- Anthony Caro, galerie Daniel Templon, Bruxelles, Belgique
- Anthony Caro, musée Correr, Venise, Italie
- Caro: Close Up, Centre d'art britannique de Yale, New Haven, États-Unis
- Anthony Caro, Kunsthalle Würth, Künzelsau, Allemagne
- Caro: Park Avenue Series, Gagosian Gallery, Londres, Royaume-Uni

2012
- Caro at Chatsworth, Derbyshire, Royaume-Uni
- Reliefs and Standing Sculptures, New Art Centre Sculpture Park & Gallery, Salisbury, Royaume-Uni
- Small Bronze Pieces, Yorkshire Sculpture Park, Bretton Hall, West Bretton, Wakefield West Yorkshire, Royaume-Uni
- Anthony Caro at Jubilee Park, Canary Wharf, Londres, Royaume Uni
- New Small Bronzes, Mitchell-Innes & Nash, New York, États-Unis
- John Noel Smith & Anthony Caro, Waterhouse & Dodd, Londres, Royaume-Uni

2011
- Anthony Caro on the Roof, Metropolitan Museum of Art, New York, États-Unis

2010
- Mitchell-Innes & Nash Gallery, New York, États-Unis
- Upright Sculptures, Galerie Daniel Templon, Paris, France

2009
- From Paper Relief Sculptures, Untitled 1982, Tate Britain, Londres, Royaume Uni

2008
- Recent Galvanised Works, Galerie Daniel Templon, Paris, France
- Choeur de Lumière, Eglise Saint-Jean-Baptiste, Bourbourg, France
- Les Barbares, Musée des Beaux-Arts, Calais, France
- Sculptures d'acier, Lieu d'Art et d'Action Contemporaine, Dunkerque, France
- Papiers et volumes, Musée du Dessin et de l'Estampe originale, Gravelines, France

2007
- Mitchell-Innes & Nash, New York, États-Unis
- MOCA - Museum of Contemporary Art Cleveland, Cleveland, États-Unis

2006
- The Barbarians, IVAM, Valence, Espagne
- After Olympia, Musée Auguste Rodin, Paris, France

2005
- Retrospective exhibition, Tate Britain, Londres, Royaume Uni
- Institut Valencia d'Art Moderne, Valence, Espagne
- Galerie Daniel Templon, Paris, France

2004
- The Barbarians, Seoul Museum of Art, Seoul, Corée du Sud

2002
- El Judici Final 1995-1999, Fundació Caixa Catalunya, Barcelone, Espagne
- Anthony Caro, L’évolution d’un sculpteur, Château de Dieppe, Dieppe, France

2000
- Sculpture and the Divine, cathédrale de Winchester, Londres, Royaume Uni

1999
- Four Sculptures, Centrum beeldende kunst, Nimègue, Pays-Bas
- The Last Judgement, Biennale de Venise, Venise, Italie

1998
- Caro: Sculpture from Painting, National Gallery, Londres, Royaume-Uni

1997
- Anthony Caro, Openluchtmuseum voor Beeldhouwkunst Middelheim, Anvers, Belgique
- The Trojan War, French Institute, Thessaloniki ; National Gallery, Athènes, Grèce

1996
- Anthony Caro, Art Gallery of Alberta, Edmonton, Canada
- Sculptures et dessins figuratifs 1950-1990, Musée des Beaux-Arts, Angers, France
- Caro & Olitski: Masters of Abstraction Draw the Figure, Studio School of Drawing, Painting & Sculpture, New York, États-Unis

1995
- Anthony Caro, Museum of Contemporary Art, Tokyo, Japon
- The Caro Connection, Koffler Gallery, Ontario, Canada
- City and Sculpture, Gallery Kasahara, Tokyo, Japon

1994
- Halifax Steps, Henry Moore Studio, Halifax, Royaume-Uni

1993
- The Cascades, Mucsarnok Palace of Art, Budapest, Hongrie

1992
- Caro a Rome, Marché de Trajan, Rome, Italie
- Preview Exhibition of New Sculptures, Accademia Italiana, Londres, Royaume-Uni
- Sculptures, Paper Sculptures, Fondation Veranneman, Kruishoutem, Belgique

1991
- Recent works, Tate Gallery, Londres, Royaume-Uni

1989
- Anthony Caro 1963-1989, Walker Hill Art Center, Séoul, Corée
- Serie Barcelona y Serie Catalana, Banco Bilbao Vizcaya, Barcelone, Espagne

1986
- Anthony Caro, Arup Associates, Londres, Royaume-Uni

1984
- Serpentine Gallery, Londres, UK; Kunstmuseum, Düsseldorf, Allemagne; Fondation Miro, Barcelone, Espagne

1980
- The York Sculptures, Christian Science Centre, Boston, États-Unis

1977
- Table Sculptures 1966-1977, Tel Aviv Museum of Art, Tel Aviv, Israël

1975
- Retrospective exhibition, Museum of Modern Art, New York ; Walker Art Center, Minneapolis ; Museum of Fine Arts, Houston ; Museum of Fine Arts, Boston, États-Unis

1974
- Table Top Sculptures 1973/4, Iveagh Bequest, Londres, Royaume-Uni

1973
- Anthony Caro, Norwich & Norfolk Triennial Festival, Norfolk, Royaume-Uni

1972
- New Sculpture, Kasmin Gallery, Londres, Royaume-Uni

## Distinctions et honneurs
- Commandeur de l'ordre de l'Empire britannique (CBE - 1969)
- Chevalier (Knight Bachelor - 1987)[3]
- Membre de la Royal Academy (RA - 1990)[4]
- Ordre des Arts et des Lettres (1996)[5]
- Membre de l'ordre du Mérite britannique (OM - 2000)[6]